# Virbius
| Těžko lze pochybovat, že svatý Hippolyt římského kalendáře, který byl k smrti usmýkán koňmi 13. srpna, to je na Dianin svátek, je někdo jiný než řecký hrdina téhož jména, jenž poté, co dvakrát zemřel jako pohanský hříšník, byl šťastně vzkříšen jako křesťanský svatý. |
| James Frazer, Zlatá ratolest |

Virbius je italické božstvo, které bylo ctěno společně s Dianou Nemorensis a Egerií, ztotožněné s řeckým Hippolytem. Kromě posvátného háje u jezera Nemi měl mít svého kněze i v Kampánii. Řecký Hippolytos byl synem Théseovým a blízkým přítelem bohyně Artemidy – v římském chápání Diany. Po falešném obvínění svou nevlastní matkou Faidrou byl na útěku usmýkán koňmi, ale na Artemidinu žádost byl oživen Asklépiem. Podle římského podání byl poté bohyní ukryt u jezera Nemi a svěřen nymfě Egerii. V Nemi panoval jako král a zasvětil Dianě posvátný háj, čímž se z něj stal první rex nemorensis „král hájů“, což byl kněz Diany Nemorensis. Tím se mohl stát pouze uprchlý otrok, který zabil svého předchůdce. Byl mu též přisuzován syn stejného jména, který bojoval po boku Latinů proti Aeneovi a Trójanům. Do háje a svatyně v Nemi nesměli být vpuštěni koně, což bylo vysvětlováno tím, že právě oni zabili Hippolita-Virbia. Též nebylo dovoleno dotknout se jeho sochy. Podle Jamese Frazera byl Virbiův vztah k Dianě podobný vztahu Attise a Kybelé nebo Adónida a Afrodíté a jednalo se o ducha stromu či háje.